# Pervomaisc (Slobozia)
Pervomaisc (in russo Первомайск)  è un comune della Moldavia controllato dalla autoproclamata repubblica di Transnistria. È compreso nel distretto di Slobozia.